# Corporate Cannibal
«Corporate Cannibal» (español: «Caníbal corporativo») es el primer sencillo del décimo álbum de estudio de Grace Jones Hurricane (2008), lanzado por Wall of Sound.

## Información de la canción
Prevista originalmente para ser la canción que diera título al nuevo álbum, "Corporate Cannibal" fue estrenada en YouTube el 4 de julio de 2008, con un video dirigido por Nick Hooker que atrajo a 144.000 visitas antes de que fuera lanzado el single a fines de agosto de ese año.
Explicando lo que la llevó a escribir "Corporate Cannibal", Jones dijo que ella está "muy obsesionada con el asunto" y escribió las letras con Marc van Eyck. Destaca como influencias el movimiento Occupy y la codicia corporativa, que, en sus palabras, definen a los Estados Unidos del momento.
El single fue lanzado en formato digital en todo el mundo y se produjeron además un número limitado de vinilos de 12" con remixes y un CD single promocional.

## Mezclas
- Corporate Cannibal (Editada) - 3:58
- Corporate Cannibal (Versión de álbum) - 6:34
- Corporate Cannibal (Mix de Atticus Ross) - 8:00
- Corporate Cannibal (Mix dub de Ivor Guest) - 4:53
- Corporate Cannibal (Mix de Robert Logan) - 5:37
- Corporate Cannibal (Mix de The Bug) - 3:55